# Echinococcus multilocularis
Echinococcus multilocularis (також відомий як Ехінокок багатокамерний та Альвеокок) — вид гельмінтів, поширений переважно в північній півкулі. E. multilocularis разом з іншими представниками роду Echinococcus (особливо E. granulosus) породжують захворювання, відоме як ехінококоз. Однак деякі науковці підтримують іншу назву виду Alveococcus multilocularis (альвеокок), а хворобу, яку він спричинює, називають альвеококозом.

## Історичні відомості
Рудольф Лейкарт у 1863 році дав назву збуднику — альвеолярний або багатокамерний ехінокок (Echinococcus alveolaris s. multilocularis).

## Життєвий цикл
Включає первинного, або остаточного хазяїна та вторинного, або проміжного хазяїна, кожен з яких містить різні життєві стадії гельмінта. Лисиці, койоти, домашні собаки та інші псові — остаточні хазяї для дорослої стадії паразита. Також можуть бути зрідка залучені котячі. Голівка гельмінта прикріплюється до слизової кишечника гачками і присосками. Потім гельмінт починає виділяти сотні яєць, які з калом виходять назовні.
Ареал виду охоплює північну Євразію та Північну Америку. Європейська ендемічна зона поширення E. multilocularis у лисиць більша, ніж це передбачалося раніше, і є нові дані, що як популяція лисиць, так і поширеність E. multilocularis виросли у багатьох районах.

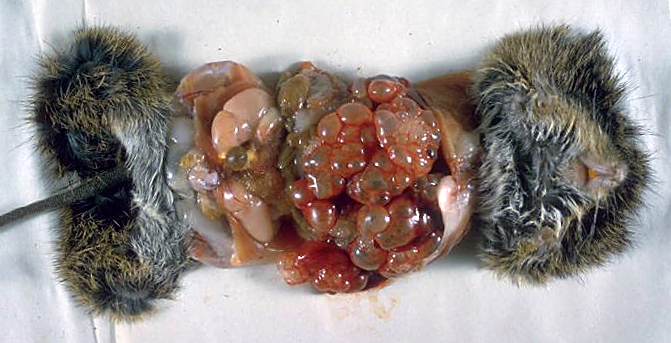
Бавовняний щур, уражений Echinococcus multilocularis

E. multilocularis та E. granulosus є найближчими філогенетичними сусідами в родині Taeniidae: їх поєднує численні аспекти росту, пластичність та подібності у проміжних та остаточних хазяях.

## Морфологія
E. multilocularis завдовжки 1,4-4,5 мм (стробіла), має голівку (сколекс) з чотирма присосками і віночком гачків, хоча їхня кількість менша ніж у звичайного ехінокока; від 2 до 6 (частіше 4—5) члеників, при цьому останній сегмент тіла сильно збільшений і становить майже половину загальної довжини тіла. Стробіла містить кулясту матку, що не має бокових випинань. Статевий отвір розташований у передній половині бічного краю, а не в задній, як у звичайного ехінокока. 
Коли людина випадково проковтує яйця альвеокока, в тонкому кишечнику активуються онкосфери, що вилуплюються з яєць. Онкосфери потрапляють у кров і осідають у печінці. Фінна являє собою сукупність дрібних пухирців, що практично не містять рідини на відміну від звичайного ехінокока. Розмножуються брунькуванням тільки назовні, проростаючи в тканину по типу злоякісної пухлини (екзофітне зростання), що є патогномонічною особливістю розвитку личинки альвеокока. Всередині альвеококового міхура формується гідатидна рідина, яка містить багато білкових та небілкових компонентів альвеокока.